# Гринвуд (Минесота)
Гринвуд (енгл. Greenwood) град је у америчкој савезној држави Минесота.

## Демографија
По попису из 2010. године број становника је 688, што је 41 (-5,6%) становника мање него 2000. године.
| Група             | 2000.       | 2010.       |
| Белци             | 699 (95,9%) | 646 (93,9%) |
| Афроамериканци    | 5 (0,7%)    | 4 (0,6%)    |
| Азијати           | 4 (0,5%)    | 13 (1,9%)   |
| Хиспаноамериканци | 18 (2,5%)   | 14 (2,0%)   |
| Укупно            | 729         | 688         |